# Ludo Giesberts
Ludo Giesberts, né le 3 janvier 1965 à Turnhout, est un coureur cycliste belge, professionnel de 1986 à 1993 et actif jusqu'en 2002. Surnommé le « roi des courses de kermesse », il est réputé avoir gagné 534 courses, soit dix de plus qu'Eddy Merckx, dont 27 durant ses années professionnelles,,. En 2009, il est condamné pour infraction à la loi sur les stupéfiants. Un cachet d'ecstasy avait été trouvé à son domicile lors d'une perquisition menée dans le cadre d'une enquête sur un trafic de produits dopants,,.

## Palmarès
- 1982
  - 2e du Tour des Flandres juniors
- 1986
  - 2e du Grote Prijs Dr. Eugeen Roggeman
- 1987
  - Tour de la Haute-Sambre
  - 2e du Grand Prix Raymond Impanis
  - 2e de la Flèche de Liedekerke
  - 3e de la Nokere Koerse
- 1988
  - Grand Prix de Hannut
- 1989
  - Grand Prix Marcel Kint
  - Ruddervoorde Koerse
- 1990
  - Prix national de clôture
  - Grand Prix Marcel Kint
  - Bruxelles-Ingooigem
  - 2e du Grand Prix du 1er mai
  - 2e de la Ruddervoorde Koerse
- 1991
  - Grand Prix de la ville de Vilvorde
  - Grand Prix de Hannut
- 1992
  - Circuit des bords flamands de l'Escaut
- 1994
  - Bruxelles-Zepperen
  - Tour des Flandres amateurs
  - 4e étape du Tour de la province de Liège
  - 2e de Bruxelles-Opwijk
- 1995
  - Bruxelles-Zepperen
  - Bruxelles-Opwijk
  - 2e étape du Tour de la province d'Anvers
- 1996
  - Bruxelles-Zepperen
  - Coupe Egide Schoeters
  - 5e étape du Tour de la province d'Anvers
- 1998
  - 2e étape du Tour de la province d'Anvers
- 2001
  - 2e du Championnat des Flandres
- 2002
  - 2e étape du Tour de la province d'Anvers

## Résultats sur les grands tours

### Tour d'Italie
- 1986 : abandon